# Spiken
Spiken is een vissershaventje in de gemeente Lidköping in het landschap Västergötland en de provincie Västra Götalands län in Zweden. De plaats heeft 152 inwoners (2000).  

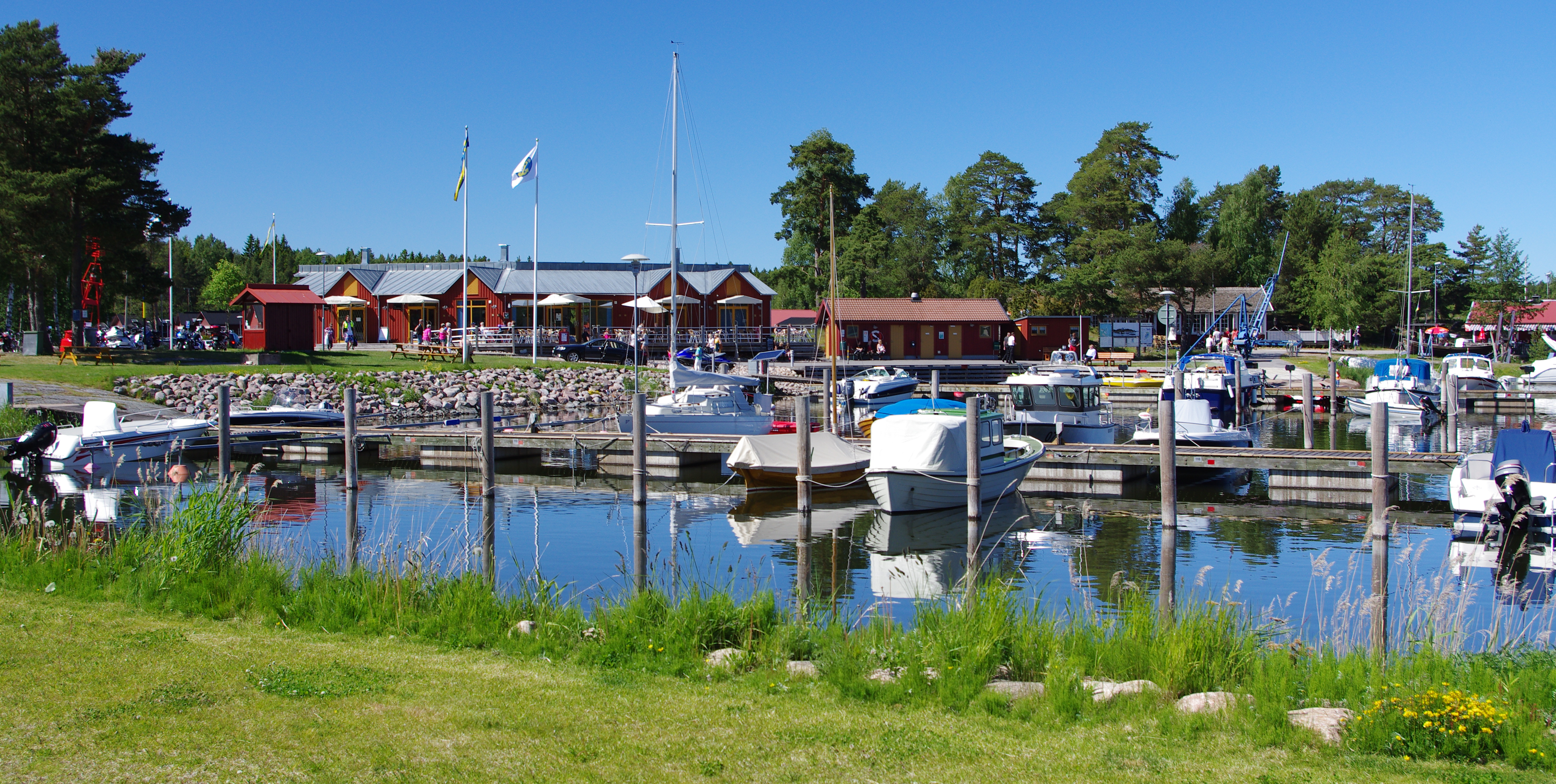